# Кузьма Орест Леонтійович
Орест Леонтійович Кузьма (нар. 25 січня 1893, Дениска, тепер ґміна Ульгувек Томашовського повіту Люблінського воєводства, Польща — пом. 15 грудня 1968, Коломия) — педагог, громадський діяч, літератор, есперантист; один із перших популяризаторів і пропаґандистів есперанто в Україні.

## Біографія
Орест Кузьма народився в с. Дениска в сім'ї викладача латини і грецької мови Коломийської державної української гімназії Леонтія Кузьми та доньки греко-католицького священика Олени Мазикевич. Батько був близько знайомий з Іваном Франком, Михайлом Павликом, Ярославом Пстраком і багатьма іншими видатними людьми краю. 
У 1897 році сім'я переселилася до Коломиї. 1913 року Орест успішно закінчив Коломийську українську гімназію, того ж року почав навчання у Відні, спочатку в Торговельній академії й одночасно на правничому факультеті Віденського  університету, а згодом перевівся на філософський факультет; однак навчання перервала війна. Ореста було мобілізовано до австрійського війська, звідки він згодом перейшов до Легіону Січових Стрільців, звідти був демобілізований. Закінчив навчання Віденському університеті в липні 1918 року.
1918 року повернувся до Коломиї, де після Листопадового чину зголосився в Окружну Військову Команду (ОВК). Очолював друкарню ОВК, де виходили газети доби ЗУНР і УНР «Покутський вістник», «Січовий голос», «Громадський голос», «Новини», «Учительський голос», просвітницькі брошури та листівки для вояків і населення.
Під час польської окупації працював викладачем хімії і природознавства в Коломийській гімназії уршулянок, Коломийській гімназії «Рідної школи» і Коломийській державній гімназії. Був депутатом Народних зборів Західної України у Львові 1939 року за приєднання Західної України до Радянської України. Під час німецької окупації працював у Коломийській гімназії.
У повоєнні роки Ореста Кузьму було репресовано совєтськими каральними органами й разом із сім'єю вивезено до Сибіру (1947—1956). Перебуваючи на засланні, працював у радгоспі, пізніше викладачем біології в семирічній школі в Тюкалінську. Після повернення до Коломиї 1956 року кілька місяців з серпня по грудень 1957 року учителював у СШ № 5, а 24 грудня у 64-річному віці вийшов на пенсію. Помер у 15 грудня 1968 року, похований на коломийському цвинтарі "Монастирок", поруч із батьком.

## Есперантист
Орест Кузьма продовжив творчу й наукову справу Михайла Юрківа. 1908 року для розваги почав вивчати з друзями міжнародну мову есперанто. 1909 року до рук Ореста Кузьми потрапила польська есперантська газета «Pola Esperantisto» («Польський есперантист»), в якій він знайшов адресу міжнародної есперантської організації в Женеві UEA. Зав'язавши листування з цією організацією, отримав примірник журналу, який вона видавала, з адресами есперантистів усього світу. Так Орест сконтактувався з деякими з них та почав активно популяризувати міжнародну мову не лише в Коломиї, а й у всій Галичині.
З 1910 року був представником міжнародного центру есперантського руху на Коломийщині. Співзасновник «Esperanto-societo Progreso» («Товариство есперантистів „Поступ“»). Головою товариства було обрано Божемського, а секретарем — О. Кузьму. Від імені товариства Кузьму в 1912 році було делеговано на VIII-й Всесвітній конгрес есперантистів у Кракові. Там він особисто познайомився з Людвіком Заменгофом. Багато учасників Конгресу вперше завдяки Кузьмі та іншим українським делегатам дізналися про Україну.
Кузьма зрозумів, яку велику роль може відіграти мова есперанто для пропаганди української культури у світі. Через це по приїзді з форуму він із новим ентузіазмом взявся за переклади української літератури на есперанто, зокрема творів Василя Стефаника, Івана Франка, Леся Мартовича, Тимофія Бордуляка. Їх було опубліковано в «Ла Верда Стандардо» (Будапешт), «Германа Есперанто Газето» (Німеччина).
1913 року разом із друзями заснував перший український часопис мовою есперанто «Ukraina Stelo» (Українська зоря). На його сторінках друкували переклади творів українських класиків та статті про їхню творчість.
1922 року в Коломиї видав власним коштом «Повний підручник до науки міжнародньої мови есперанто», видавництво «Бистриця». Того ж року вийшов друком есперантсько-український словник Карла Вербицького з передмовою Кузьми, а 1931 року вийшов короткий посібник Кузьми «Ключ до есперанта».
1931 року був делегатом XXIII-го Всесвітнього конгресу есперантистів у Кракові. Оскільки організатори цього конгресу не дали українській делегації виступити з вітальною промовою на відкритті конгресу, то він разом з іншими делегатами-українцями на знак протесту склали мандати і покинули конгрес.
1968 року республіканська есперантська комісія обрала Ореста Кузьму почесним членом, відзначивши його велику заслугу в популяризації есперанто й української культури в світовому масштабі.

### Сім'я
У 1922 році одружився з Марією Меренюк, від якої мав сина Богдана та доньку Віру.

## Вшанування пам'яті

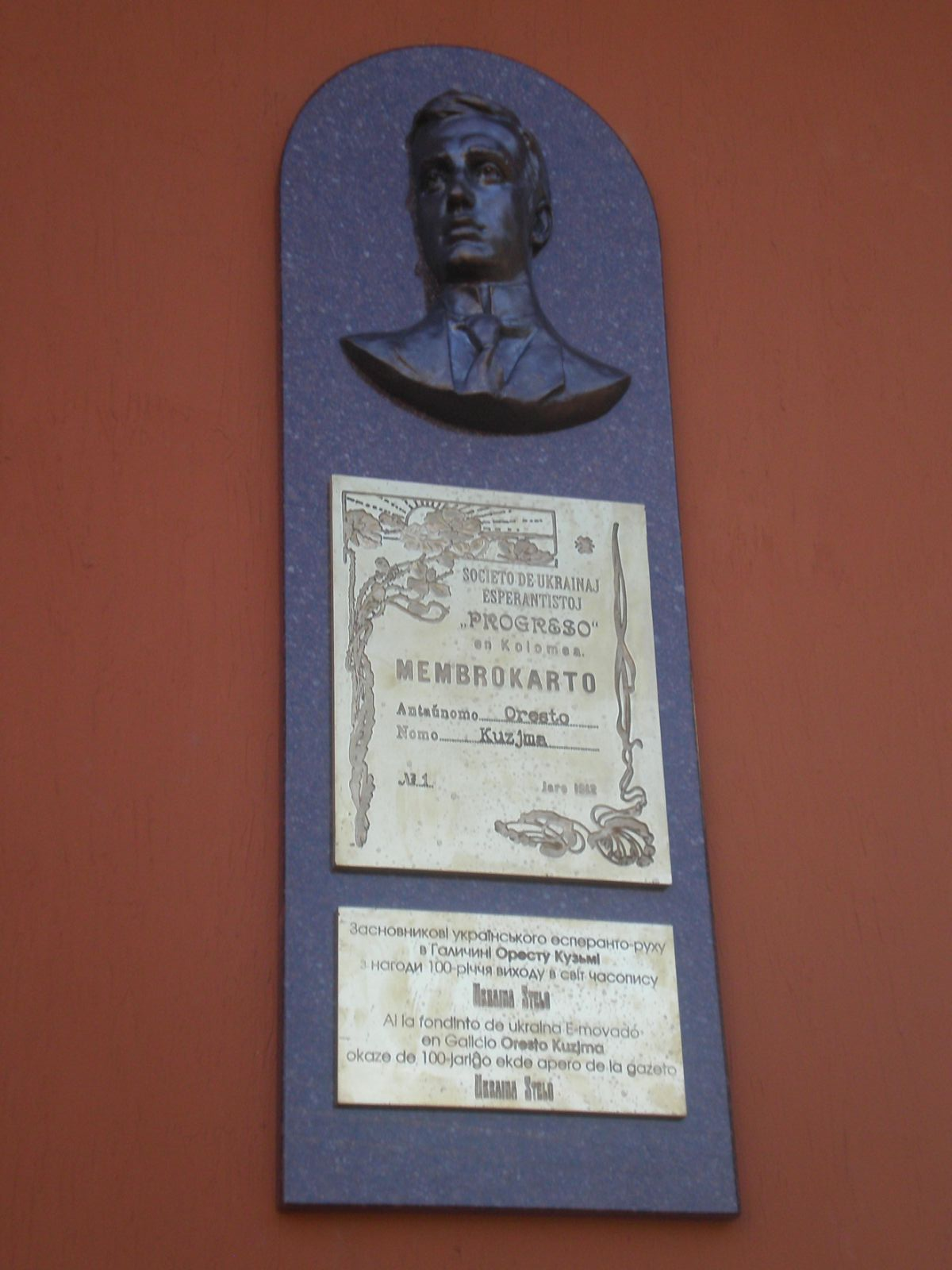
Меморіальна таблиця Орестові Кузьмі на стіні його будинку в Коломиї. Відкрита і освячена 12 жовтня 2013 р.

У 1990 р. вулицю в Коломиї, на якій знаходяться будинки Ореста Кузьми та його батька Леонтія Кузьми, названо вулицею Родини Кузьмів. Документи родинного архіву та книжки О. Кузьми зберігаються у фондах Музею історії міста Коломиї. 12 – 13 жовтня 2013 р. в цьому музеї відбулася міжнародна науково-практична конференція «Роль часопису «Ukraina Stelo», його редактора О. Кузьми в популяризації української історії, літератури й культури в світі та ідей міжнародної мови есперанто в Галичині», матеріали якої видано окремою брошурою. Тоді ж надруковано  пам’ятні поштівки (з текстами на двох мовах – українською та есперанто) з портретом О. Кузьми (історико-культурологічний проєкт «Вивчаймо нашу історію», автор проєкту В. Ковтун) та з графічним зображенням будівлі, в якій знаходилася редакція часопису «Ukraina Stelo» (культурологічний проєкт «Коломия – наше місто», серія поштівок «Коломия – наше місто», №31, видавець М. Петрів, ілюстрація Р. Кочержук). У 2013 р. з ініціативи коломийської родини Антонюків на будинку, де мешкав зі сім’єю О. Кузьма, відкрито меморіяльну таблицю з його портретом, а в самому будинку влаштовано пам’ятну музейну кімнату з експозицією про його життя і творчість та про долі інших членів родини Кузьмів. Від 2013 р.  в Коломиї щорічно в серпні проводяться Дні Ореста Кузьми та вручення премії його імені.